# 케이온! 방과후 라이브!!
《케이온! 방과후 라이브!!》(けいおん! 放課後ライブ!! 게이온! 호카고라이부!![*])는 카키후라이의 만화 《케이온!》을 소재로 한 리듬 액션게임으로, 일본판이 세가로부터 2010년 9월 30일에 발매되었다.

## 개요
- 이 작품은 《하츠네 미쿠 -Project DIVA-》의 스탭의 대부분이 참여하고 있다.
- 예약 특전으로 각 캐릭터의 스티커가 포함되어 있다.

## 게임 시스템
연주!(えんそう!)
3D로 그려진 방과 후 티타임의 멤버가 연주하는 중, 화면상의 음표형 버튼 아이콘에 왼쪽에서 다가오는 바가 겹치는 타이밍에 음표와 같은 버튼을 누르면 성공하는 메인 게임이다. 연속으로 성공하면 콤보가 누적되어 텐션이 오르거나 특수한 연출을 감상할 수 있으며, 평가시에 받을 수 있는 작은 캐릭터용 아이템의 종류가 바뀐다.
메뉴!(メニュー!)
작은 캐릭터에 의해 사쿠라고 경음부의 한때를 엿볼 수 있다. ‘연주!’에서 획득한 아이템을 꼬마 캐릭터에게 건네주는 일로, 대화가 이루어지거나 이벤트가 발생하기도 한다.
통신!(つうしん!)
애드훅 기능으로 연결할 시에는 총 5명까지 동시에 참여할 수 있으며, ‘방과 후 티타임’의 캐릭터 별 파트를 분배받아서 밴드와 같은 형식으로 즐길 수 있다.
갈아입히기!(きせかえ!)
‘연주!’에서 입수한 아이템을 사용해서 캐릭터의 복장을 변경할 수 있다.
시계!(とけい!)
방과 후 티타임의 5명이 정해진 시간에 대사를 말하는 시계 기능이다.
노래하자!(うたおう!)
가라오케 기능을 갖춘 감상 모드. ‘연주!’모드를 편집할 수 있어서 자신의 취향에 맞는 연주를 즐길 수 있다.

## 등장 인물
히라사와 유이
성우 - 토요사키 아키
원작의 주인공.
이 캐릭터를 선택하여 ‘연주!’ 모드를 시작하면 PSP의 ○과 ×버튼을 중심으로 조작할 수 있다.
아키야마 미오
성우 - 히카사 요코
극중의 캐릭터와 같은 왼손잡이를 위해, 이 캐릭터를 선택하여 ‘연주!’ 모드를 시작하면 방향키를 중심으로 조작할 수 있다.
타이나카 리츠
성우 - 사토 사토미
이 캐릭터를 선택하여 ‘연주!’ 모드를 시작하면 길게 누르는 음표가 나타나지 않는 대신에 짧은 음표의 등장이 많아진다.
코토부키 츠무기
성우 - 코토부키 미나코
이 캐릭터를 선택하여 ‘연주!’ 모드를 시작하면 길게 누르는 음표가 자주 등장한다.
나카노 아즈사
성우 - 타케타츠 아야나
이 캐릭터를 선택하여 ‘연주!’ 모드를 시작하면 기타의 코드를 잡으면서 연주한다는 설정의 변칙적인 플레이가 된다.